# Karang Payau
Karang Payau – wieś (desa) w kecamatanie Kelumpang Hulu, w kabupatenie Kotabaru w prowincji Borneo Południowe w Indonezji.
Miejscowość ta leży we wschodniej części kecamatanu.